# Odontestra roseomarginata
Odontestra roseomarginata là một loài bướm đêm trong họ Noctuidae.